# Minhang

Minhang

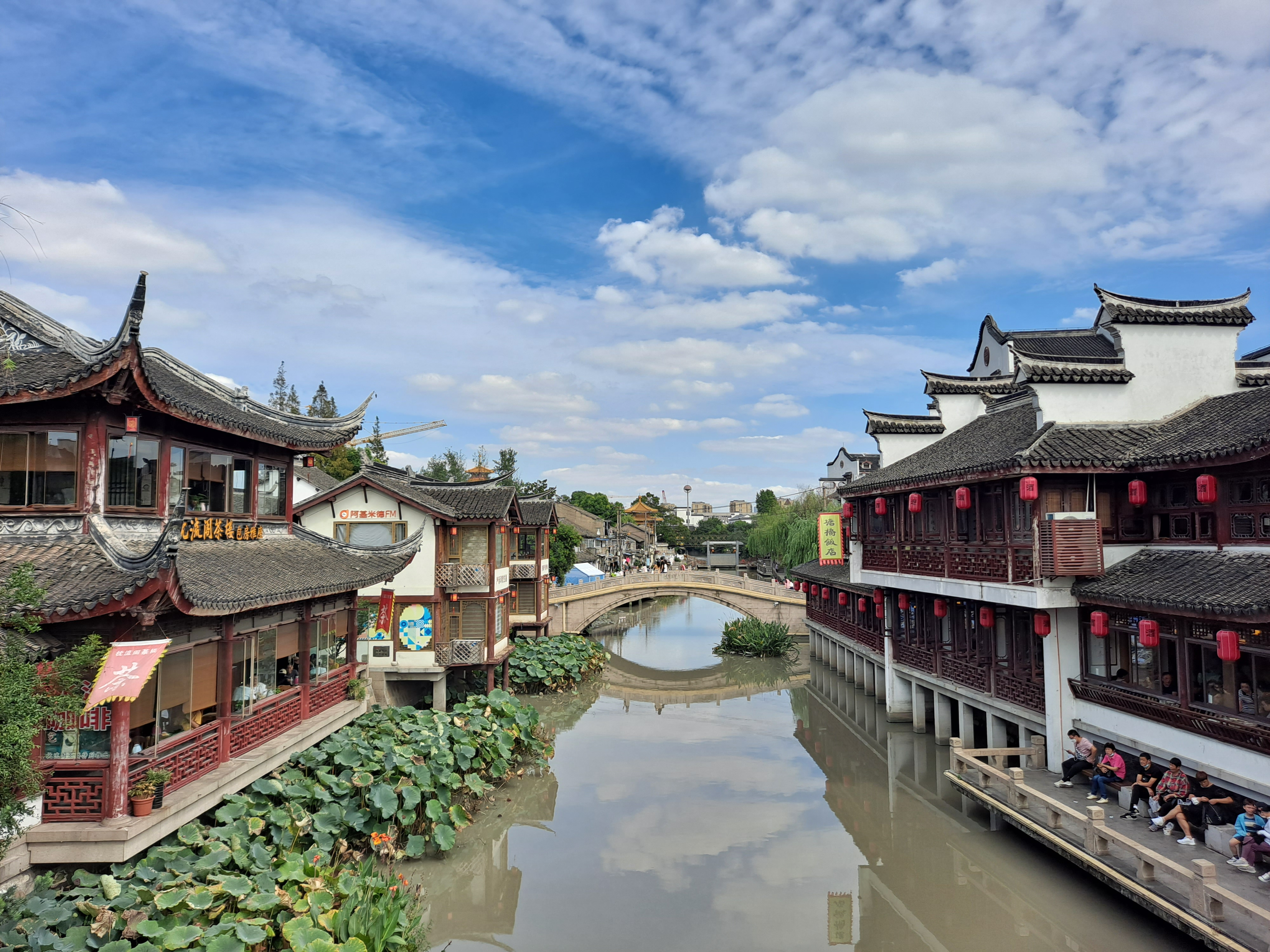
Alte Stadt Qibao

Minhang (閔行區/闵行区 Mǐnháng Qū) ist ein chinesischer Stadtbezirk in der regierungsunmittelbaren Stadt Shanghai.
Er hat 2.653.489 Einwohner (Stand: Zensus 2020) auf einer Fläche von 373 Quadratkilometern. Die Bevölkerungsdichte beträgt 7.114 Einwohner pro Quadratkilometer.
In der Großgemeinde Xinzhuang befindet sich der südwestlichste Bahnhof der Linie 1 der U-Bahn Shanghai.
1992 ist Minhang von einem Kreis in den heutigen Stadtbezirk umgewandelt worden.

## Administrative Gliederung
Auf Gemeindeebene setzt sich Minhang aus drei Straßenvierteln und neun Großgemeinden zusammen. Diese sind:
| Großgemeinde Xinzhuang (莘莊鎮/莘庄镇), Regierungssitz des Stadtbezirks; Straßenviertel Gumei (古美街道); Straßenviertel Jiangchuan Lu (江川路街道); Straßenviertel Xinhong (新虹街道); Großgemeinde Hongqiao (虹橋鎮/虹桥镇); Großgemeinde Huacao (華漕鎮/华漕镇); | Großgemeinde Maqiao (馬橋鎮/马桥镇); Großgemeinde Meilong (梅隴鎮/梅陇镇); Großgemeinde Pujiang (浦江鎮/浦江镇); Großgemeinde Qibao (七寶鎮/七宝镇); Großgemeinde Wujing (吳涇鎮/吴泾镇); Großgemeinde Zhuanqiao (顓橋鎮/颛桥镇). |

## Nahverkehr
Minhang ist zu erreichen mit der Metro Shanghai.
- Line 1. Stationen: Xinzhuang Station, Waihuanlu und Lianhua Road
- Line 2. Stationen: Hongqiao Railway Station und Hongqiao Airport Terminal
- Line 5. Stationen: Xinzhuang Station, Chunshen Road, Yindu Road, Zhuanqiao, Beiqiao, Jianchuan Road, Dongchuan Road, Jinping Road, Huaning Road, Wenjing Road und Minhang Development Zone
- Line 8. Stationen: Luheng Road, Pujiang Town, Jiangyue Road, Lianhang Road, Shendu Highway
- Line 9. Stationen: Zhongchun Road, Qibao, Xingzhong Road und Hechuan Road
- Line 10. Stationen: Hangzhong Road, Ziteng Road, Longbai Xincun / Hongqiao Railway Station und Hongqiao Airport Terminal
- Line 17
- Pujiang Linie